# Oratorio della Madonna del Ponte (Mendrisio)
L'oratorio della Madonna del Ponte, ad Arzo (quartiere di Mendrisio nel Canton Ticino), sulla riva del torrente Gaggiolo, è dedicato alla Madonna Annunziata e a i Santi Quattro Coronati, protettori di scalpellini, scultori, capimastro ed edili.

## Storia
Sul sito dove si ergeva una cappella risalente al XV secolo, nel XVII secolo fu costruito l'edificio sacro, consacrato nel 1671. I restauri più recenti risalgono agli anni trenta e settanta del XX secolo, e inizio XXI secolo.

## Descrizione

### Esterno
La pianta si presenta ottagonale con un coro quadrangolare. Sulla facciata è presente una scultura in pietra della Madonna col Bambino, del tardo secolo XVII., incassata in una nicchia.

### Interno
La copertura della navata è a cupola ottagonale sormontata da una lanterna; la copertura del coro è con volta a crociera decorata al centro con stucchi risalenti alla seconda metà del XVII secolo. La pavimentazione è in marmo bicromo. Su quattro degli otto lati sono presenti le statue in stucco dei Santi Quattro Coronati (nel caso della presente chiesa: Carpoforo (o Carposorio), Severiano, Vittorino (o Vitorino martire) e Severo (o Severio)), risalenti alla seconda metà del XVII secolo.
Il pulpito è in legno e presenta bassorilievi con un'Annunciazione coi santi Pietro e Paolo, del XVIII secolo. Il presbiterio si presenta sopraelevato con accesso di due scalini ed è definito da una balaustra in marmo del XVIII secolo. L'altare maggiore è arricchito da doppie colonne tortili in marmo nero; al centro si trova un affresco con Madonna in trono col Bambino Gesù, del secolo XV; presenti anche altri dipinti di epoca seicentesca.
Durante i restauri occorsi negli anni 1970, due tele raffiguranti - rispettivamente - l'Annunciazione e Santa Lucia vennero spostate nella casa parrocchiale di Arzo. Entrambi i quadri, databili alla metà del Seicento, sono attribuiti alla scuola del mendrisiese Francesco Torriani.